# Coppa del Mondo di cricket 1975
La Coppa del Mondo di cricket 1975 (chiamata anche Prudential Cup 1975) fu la prima edizione del torneo mondiale di cricket. Fu disputata dal 7 giugno al 21 giugno 1975 in Inghilterra e vide la partecipazione di 8 squadre. Delle 8 squadre partecipanti soltanto 6 erano rappresentanti di entità nazionali ufficialmente riconosciute, infatti la selezione delle Indie Occidentali partecipava in rappresentanza di tutti i paesi caraibici di lingua inglese e la selezione Africa Orientale partecipava in rappresentanza di Kenya, Tanzania e Uganda.
La vittoria finale andò alla selezione delle Indie Occidentali Britanniche, favorita alla vigilia, e il trofeo fu sollevato dal capitano Clive Lloyd.

## Partecipanti

### Gruppo A
- Inghilterra
- India
- Nuova Zelanda
- Africa Orientale

### Gruppo B
- Indie Occidentali
- Pakistan
- Australia
- Sri Lanka

## Stadi
| Città      | Stadio                      | Locazione                  | Capacità |
| ---------- | --------------------------- | -------------------------- | -------- |
| Birmingham | Edgbaston Cricket Ground    | Edgbaston, Birmingham      | 21.000   |
| Londra     | Lord's Cricket Ground       | St John's Wood, Londra     | 30.000   |
| Leeds      | Headingley Cricket Ground   | Headingley, Leeds          | 14.000   |
| Manchester | Old Trafford Cricket Ground | Stretford, Manchester      | 19.000   |
| Nottingham | Trent Bridge                | West Bridgford, Nottingham | 15.350   |
| Londra     | The Oval                    | Kennington, Londra         | 23.500   |

## Formula
Le 8 squadre partecipanti furono divise in due gruppi da 4 squadre ciascuno. Ognuno dei gironi era un girone all'italiana in cui le squadre affrontavano tutte le altre del gruppo in partite di sola andata, al termine di tutte le partite del girone le prime due squadre si qualificavano alle semifinali incrociate (la prima di un gruppo con la seconda dell'altro). Le vincenti delle semifinali si giocavano la finalissima.

## Fase a gironi

### Gruppo A

#### Partite
| Data           | Luogo                                  | In battuta (nel I innings)                | Al lancio (nel I innings)                | Risultato               |
| -------------- | -------------------------------------- | ----------------------------------------- | ---------------------------------------- | ----------------------- |
| 7 giugno 1975  | Lord's Cricket Ground Londra           | Inghilterra 334/4 (60 overs)              | India 132/3 (60 overs)                   | ENG vince di 202 runs   |
| 7 giugno 1975  | Edgbaston Cricket Ground Birmingham    | Nuova Zelanda 309/5 (60 overs)            | Africa Orientale 128/8 (60 overs)        | NZL vince di 181 runs   |
| 11 giugno 1975 | Trent Bridge Nottingham                | Inghilterra 266/6 (60 overs)              | Nuova Zelanda 186/all out (60 overs)     | ENG vince di 80 runs    |
| 11 giugno 1975 | Headingley Cricket Ground Leeds        | Africa Orientale 120/all out (55.3 overs) | India 123/0 (29.5 overs)                 | IND vince di 10 wickets |
| 14 giugno 1975 | Edgbaston Cricket Ground Birmingham    | Inghilterra 209/5 (60 overs)              | Africa Orientale 94/all out (52.3 overs) | ENG vince di 196 runs   |
| 14 giugno 1975 | Old Trafford Cricket Ground Manchester | India 230/all out (60 overs)              | Nuova Zelanda 233/6 (58.5 overs)         | NZL vince di 4 wickets  |

#### Classifica
| Team             | Pts | Pld | W | L | RR   |
| ---------------- | --- | --- | - | - | ---- |
| Inghilterra      | 12  | 3   | 3 | 0 | 4.94 |
| Nuova Zelanda    | 8   | 3   | 2 | 1 | 4.07 |
| India            | 4   | 3   | 1 | 2 | 3.24 |
| Africa Orientale | 0   | 3   | 0 | 3 | 1.90 |

### Gruppo B

#### Partite
| Data           | Luogo                                  | In battuta (nel I innings)         | Al lancio (nel I innings)            | Risultato              |
| -------------- | -------------------------------------- | ---------------------------------- | ------------------------------------ | ---------------------- |
| 7 giugno 1975  | Headingley Cricket Ground Leeds        | Australia 278/7 (60 overs)         | Pakistan 205/all out (53 overs)      | AUS vince di 73 runs   |
| 7 giugno 1975  | Old Trafford Cricket Ground Manchester | Sri Lanka 86/all out (37.2 overs)  | Indie Occidentali 87/1 (20.4 overs)  | WIN vince di 9 wickets |
| 11 giugno 1975 | The Oval Londra                        | Australia 328/5 (60 overs)         | Sri Lanka 276/4 (60 overs)           | AUS vince di 52 runs   |
| 11 giugno 1975 | Edgbaston Cricket Ground Birmingham    | Pakistan 266/7 (60 overs)          | Indie Occidentali 267/9 (59.4 overs) | WIN vince di 1 wicket  |
| 14 giugno 1975 | The Oval Londra                        | Australia 192/all out (53.4 overs) | Indie Occidentali 195/3 (46 overs)   | WIN vince di 7 wickets |
| 14 giugno 1975 | Trent Bridge Nottingham                | Pakistan 330/6 (60 overs)          | Sri Lanka 138/all out (50.1 overs)   | PAK vince di 192 runs  |

#### Classifica
| Team              | Pts | Pld | W | L | RR   |
| ----------------- | --- | --- | - | - | ---- |
| Indie Occidentali | 12  | 3   | 3 | 0 | 4.35 |
| Australia         | 8   | 3   | 2 | 1 | 4.43 |
| Pakistan          | 4   | 3   | 1 | 2 | 4.45 |
| Sri Lanka         | 0   | 3   | 0 | 3 | 2.78 |

## Eliminazione diretta
|  | Semifinali        | Semifinali        | Semifinali        |                   |           | Finale    | Finale | Finale |  |
|  |                   |                   |                   |                   |           |           |        |        |  |
|  | Inghilterra       | Inghilterra       | 93                |                   |           |           |        |        |  |
|  | Inghilterra       | Inghilterra       | 93                |                   |           |           |        |        |  |
|  | Australia         | Australia         | 94/6              |                   |           |           |        |        |  |
|  | Australia         | Australia         | 94/6              |                   | Australia | Australia | 274    |        |  |
|  |                   |                   |                   |                   | Australia | Australia | 274    |        |  |
|  |                   |                   | Indie Occidentali | Indie Occidentali | 291/8     |           |        |        |  |
|  | Nuova Zelanda     | Nuova Zelanda     | Indie Occidentali | Indie Occidentali | 291/8     | 158       |        |        |  |
|  | Nuova Zelanda     | Nuova Zelanda     |                   |                   |           |           |        |        |  |
|  | Indie Occidentali | Indie Occidentali | 159/5             |                   |           |           |        |        |  |

### Semifinali
| Data           | Luogo                           | In battuta (nel I innings)             | Al lancio (nel I innings)            | Risultato              |
| -------------- | ------------------------------- | -------------------------------------- | ------------------------------------ | ---------------------- |
| 18 giugno 1975 | Headingley Cricket Ground Leeds | Inghilterra 93/all out (36.2 overs)    | Australia 94/6 (28.4 overs)          | AUS vince di 4 wickets |
| 18 giugno 1975 | The Oval Londra                 | Nuova Zelanda 158/all out (52.2 overs) | Indie Occidentali 159/5 (40.1 overs) | WIN vince di 5 wickets |

### Finale
| Data           | Luogo                        | In battuta (nel I innings)         | Al lancio (nel I innings)          | Risultato            |
| -------------- | ---------------------------- | ---------------------------------- | ---------------------------------- | -------------------- |
| 21 giugno 1975 | Lord's Cricket Ground Londra | Indie Occidentali 291/8 (60 overs) | Australia 274/all out (58.4 overs) | WIN vince di 17 runs |